# Zona Especial de Conservação da Zona Central e Morro Alto (Flores)

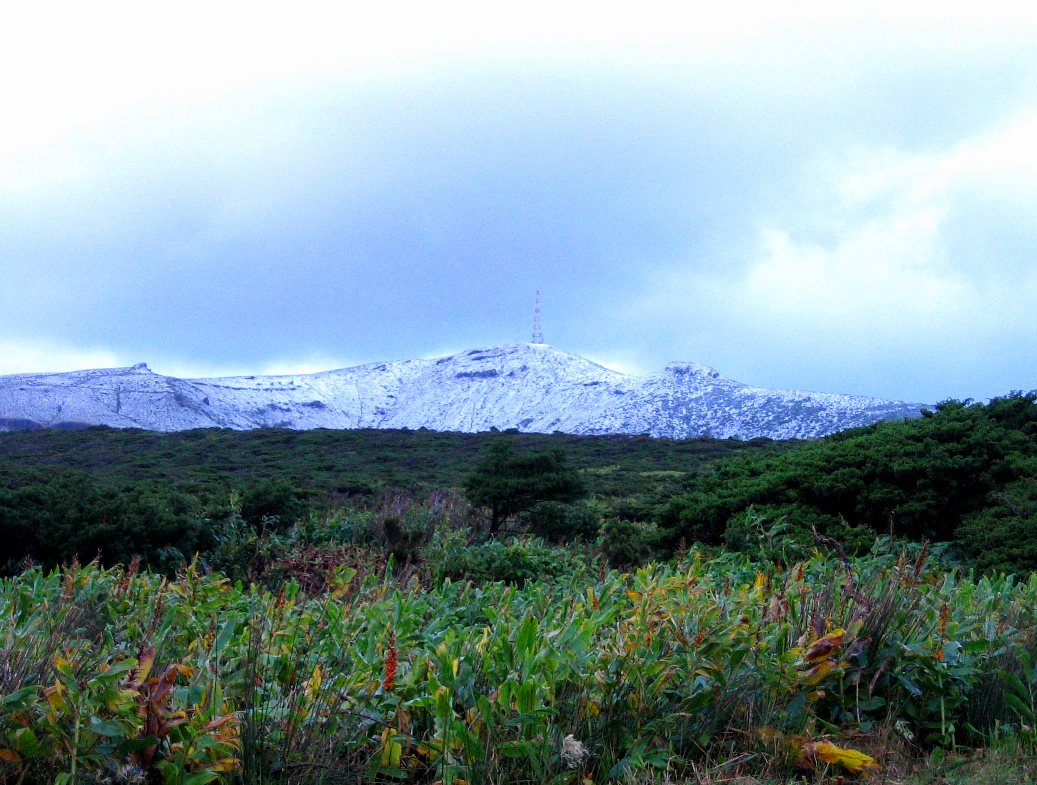
Morro Alto, Flores.

A Zona Especial de Conservação da Zona Central e Morro Alto é uma área protegida em torno do Morro Alto, na ilha das Flores, nos Açores.